# Lobulia brongersmai
Lobulia brongersmai är en ödleart som beskrevs av  Richard G. Zweifel 1972. Lobulia brongersmai ingår i släktet Lobulia och familjen skinkar. Inga underarter finns listade i Catalogue of Life.